# Amici - I ragazzi del 2003
Amici - I ragazzi del 2003 è un album musicale pubblicato nell'aprile 2003, contenente canzoni interpretate da alcuni dei concorrenti della seconda edizione della trasmissione televisiva Amici di Maria De Filippi. Il brano I ragazzi del 2003 è stato scritto da Gigi D'Alessio. Anche i brani All I Need e Cercami sono inediti.

## Tracce
1. All I Need – 4:08
2. I ragazzi del 2003 – 3:46
3. All by Myself – 4:30
4. Rosso relativo – 3:48
5. Non mi tradire – 4:57
6. Hero – 4:23
7. Il Garibaldi innamorato – 3:23
8. Si può dare di più – 4:11
9. Almeno tu nell'universo – 4:20
10. Rien que des mots (Ti amo) – 4:08
11. Ti pretendo – 4:07
12. Cercami – 4:26
13. Turuturu – 3:36
14. Se la gente usasse il cuore – 3:47
15. Amico è – 3:53
16. Signora fantasia – 12:58 – + Ghost Thacks